# Truljalia hofmanni
Truljalia hofmanni är en insektsart som först beskrevs av Henri Saussure 1878.  Truljalia hofmanni ingår i släktet Truljalia och familjen syrsor. Inga underarter finns listade i Catalogue of Life.